# Tatamailau
Núi Tatamailau (tiếng Tetum: Foho Tatamailau), hoặc Tata Mailau, đôi khi được gọi là núi Ramelau, là ngọn núi cao nhất Đông Timor và cũng là đảo Timor ở 2.986 m (9.797 ft). Núi này nằm cách thủ đô Dili khoảng 70 km (43 dặm) trong huyện Ermera. Lúc Đông Timor còn là thuộc địa của Bồ Đào Nha, nó được gọi là ngọn núi cao nhất của Bồ Đào Nha vào thế kỷ XX, vì ngọn núi cao nhất Bồ Đào Nha hiện thời có chiều cao khiêm tốn hơn. Tên gọi "Tatamailau" là nguồn gốc của tiếng Mambai, ngôn ngữ địa phương và có nghĩa là "ông nội của tất cả". "Ramelau" là tên của khối núi. Tatamailau là nơi để tưởng nhớ Đức Trinh Nữ Maria và là nơi được hành hương hằng năm để tưởng nhớ Lễ Truyền Tin của Đức Trinh Nữ Maria vào khoảng ngày 25 tháng 3. Có một bức tượng cao 3 mét của Trinh Nữ Maria trên đỉnh cao, đến từ Ý và được dựng lên trong thời gian Indonesia chiếm đóng năm 1997.

## Môi trường
Vào đầu những năm 1980, ngọn núi được bao phủ bởi rừng núi cao cũ và được BirdLife International xác định là một trong những vùng chim quan trọng vì nó hỗ trợ một số loài chim đặc hữu và giới hạn vùng sinh sống. Kể từ đó, đã có những thay đổi đáng kể về môi trường và hiện còn rất ít cây cối tự nhiên xót lại. Nạn phá rừng để làm môi trường chăn nuôi gia súc để lại chỉ một vài mảnh rừng nguyên gốc, chủ yếu là gần đỉnh núi. Các dốc thấp hơn chủ yếu là cỏ phủ, với các sườn ở trên đặc trưng bởi sự tái sinh bạch đàn.

## Lối vào
Tatamailau có thể được leo lên từ thị trấn Hato Bulico 3 km (1,9 dặm) về phía đông bắc hoặc từ làng Aimeta 6 km (3,7 dặm) về phía bắc; có khoảng 910 m (2,990 ft) leo núi từ cả hai tuyến đường. Tuyến đường chạy từ Hato Bulico tới đỉnh được hình thành rất tốt, ban đầu được cắt để tạo ra đường đi hành hương đến tượng Mẹ Maria trên đỉnh núi và có lúc được vận tải bằng xe bốn bánh. Không cần bản đồ một khi tới được tuyến đường. Tuyến đường hiện đang bị xuống cấp nghiêm trọng cần phải đi vòng vòng. Bởi vì đường được cắt cho xe cộ truy cập độ chênh lệch rất đều đặn làm cho nó rất là đơn điệu, kỹ thuật nghèo nàn gây ra thiệt hại môi trường lớn và đoạn đường ít đáng để ý tới. Tuyến đường từ Aimeta thông qua mạng lưới các tuyến đường nuôi dê, nó không xuất hiện trên bản đồ hiện tại và cần có một hướng dẫn địa phương. Tuy nhiên, tuyến đường Aimeta rất đa dạng, đi qua vùng đất hoang sơ, cực kì thú vị với nhiều khung cảnh núi non và do đó là nơi lý tưởng để leo trèo. Một người khỏe khoắn cần bốn giờ từ Hato Bulico đến đỉnh, sáu giờ từ Aimeta, chín giờ từ Aimeta đến Hato Bulico. Có lẽ không có nước uống trên đường đi. Không có người ở tại Hato Bulico hoặc Aimeta. Có thể cắm trại trên sườn dưới đỉnh núi vào mùa khô và trải nghiệm hoàng hôn và mặt trời mọc từ cùng một vị trí. Đỉnh có thể đóng băng vào mùa khô; vào mùa mưa đỉnh có thể đủ lạnh, ướt và gió để gây ra nguy cơ hạ thân nhiệt.
Từ Hato Bulico mất 1½ - 2 giờ để tới Maubisse bằng xe trên một con đường tráng nhựa nhưng cần xe có cầu 4 bánh. Vào mùa mưa nó có thể nguy hiểm và có thể có chu kỳ không đi được, nhưng không bao giờ kéo dài. Có một nơi nghỉ ngơi xuất sắc tại Hato Bulico gần đầu tuyến đường.
Aimeta có thể tới được từ Letefoho trong khoảng 1½ giờ. Có nơi trú ẩn, nhưng không có thức ăn, có thể thương lượng tại Aimeta với sự trợ giúp của địa phương nhưng nên đến hoàn toàn tự túc. Chỗ ở gần nhất là ở Saint Bakhita, Eraulo, qua Vila Ermera và đi bộ một cách dễ dàng đến Aimeta trong khoảng bốn giờ. Có thể thuê ngựa chở hành lý tại Aimeta và điều này rất hữu ích nếu cắm trại trên đỉnh núi hoặc để hỗ trợ những người không đi quen. Aimeta có thể là một thách thức về hậu cần, đó là lý do tại sao gần như tất cả các tuyến lên đỉnh đều đi từ Hato Bulico.

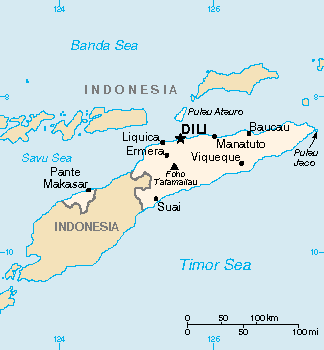
Vị trí
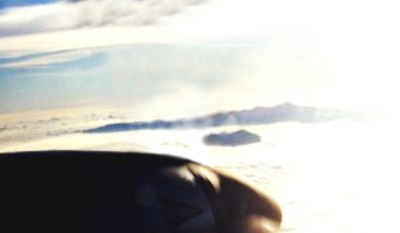
Nhìn từ máy bay